# ريكاردو رودريغيز خيمينيز
ريكاردو رودريغيز خيمينيز (بالإسبانية: Ricardo Rodríguez Jiménez)‏ هو سياسي مكسيكي، ولد في 16 يناير 1975 في ولاية خاليسكو في المكسيك. حزبياً، نشط في حزب العمل الوطني. وقد انتخب عضو مجلس النواب المكسيك.